# Kanton Ancy-le-Franc
Kanton Ancy-le-Franc (fr. Canton d'Ancy-le-Franc) byl francouzský kanton v departementu Yonne v regionu Burgundsko. Skládal se z 18 obcí. Zrušen byl po reformě kantonů 2014.

## Obce kantonu
- Aisy-sur-Armançon
- Ancy-le-Franc
- Ancy-le-Libre
- Argentenay
- Argenteuil-sur-Armançon
- Chassignelles
- Cry
- Fulvy
- Jully
- Lézinnes
- Nuits
- Pacy-sur-Armançon
- Perrigny-sur-Armançon
- Ravières
- Sambourg
- Stigny
- Villiers-les-Hauts
- Vireaux